# Manduca muscosa
Manduca muscosa är en fjärilsart som beskrevs av Jones 1908. Manduca muscosa ingår i släktet Manduca och familjen svärmare. Inga underarter finns listade i Catalogue of Life.